# Список померлих 2006 року
Це список значимих людей, що померли 2006 року, упорядкований за датою смерті.

## Січень
13 січня — Рубан Юрій Олександрович, український скульптор-анімаліст (*1924)
30 січня — Коретта Скотт Кінг, американська письменниця, активістка, дружина Мартіна Лютера Кінга (*1927)
31 січня — Жорж Коваль, радянський «атомний» шпигун (*1913)

## Лютий
4 лютого — Бетті Фрідан, одна з натхненниць та лідерок другої хвилі американського фемінізму (*1921)
8 лютого — Іфукубе Акіра, японський композитор класичної музики та музики до кінофільмів (*1914)
9 лютого — Подерв'янський Сергій Павлович, український живописець, графік (*1916)
10 лютого — J Dilla, американський продюсер, барабанщик, репер і автор пісень (*1974)
12 лютого — Біляїв Володимир Іванович, український письменник і журналіст, громадсько-політичний та культурний діяч (*1925)
17 лютого — Лонго Юрій Андрійович, народний цілитель (*1950)
21 лютого — Теодор Дрейпер, американський письменник (*1912)
21 лютого — Терлецький Стефан Олексійович, британський політик, український діаспорний діяч (*1927)
24 лютого — Дон Ноттс, американський комедійний актор кіно, телебачення (*1924)
27 лютого — Ференц Бене, угорський футболіст (*1944)
28 лютого — Шалімов Олександр Олексійович, український хірург російського походження (*1918)
лютий — Холодний Микола Костянтинович, український поет-шістдесятник, літературознавець, публіцист, перекладач (*1939)

## Березень
5 березня — Річард Куклинський, американський злочинець (*1935)
11 березня — Слободан Мілошевич, югославський політик і державний діяч (*1941)
13 березня — Джиммі Джонстон, шотландський футболіст (*1944)
19 березня — Пузач Анатолій Кирилович, радянський та український футболіст і тренер (*1941)
23 березня — Дезмонд Томас Дос, ветеран Другої Світової війни, перший з трьох відмовників совісті, який отримав найвищу військову нагороду США — Медаль Пошани (*1919)
27 березня — Біляєв Олександр Михайлович, український мовознавець (*1925)
27 березня — Станіслав Лем, польський письменник-фантаст єврейського походження (*1921)
27 березня — Рудольф Врба, словацько-єврейський біохімік (*1924)

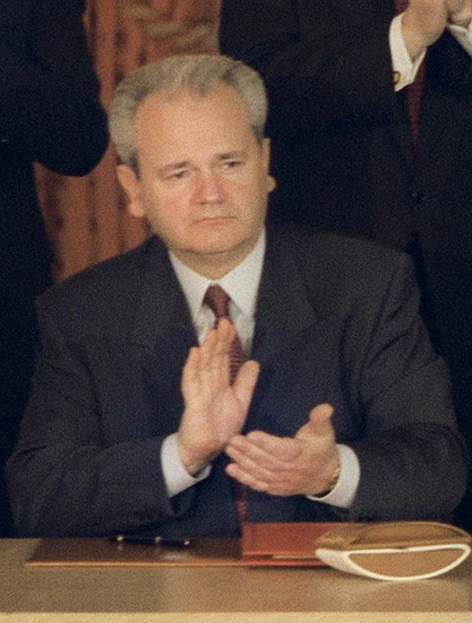
Слободан Мілошевич
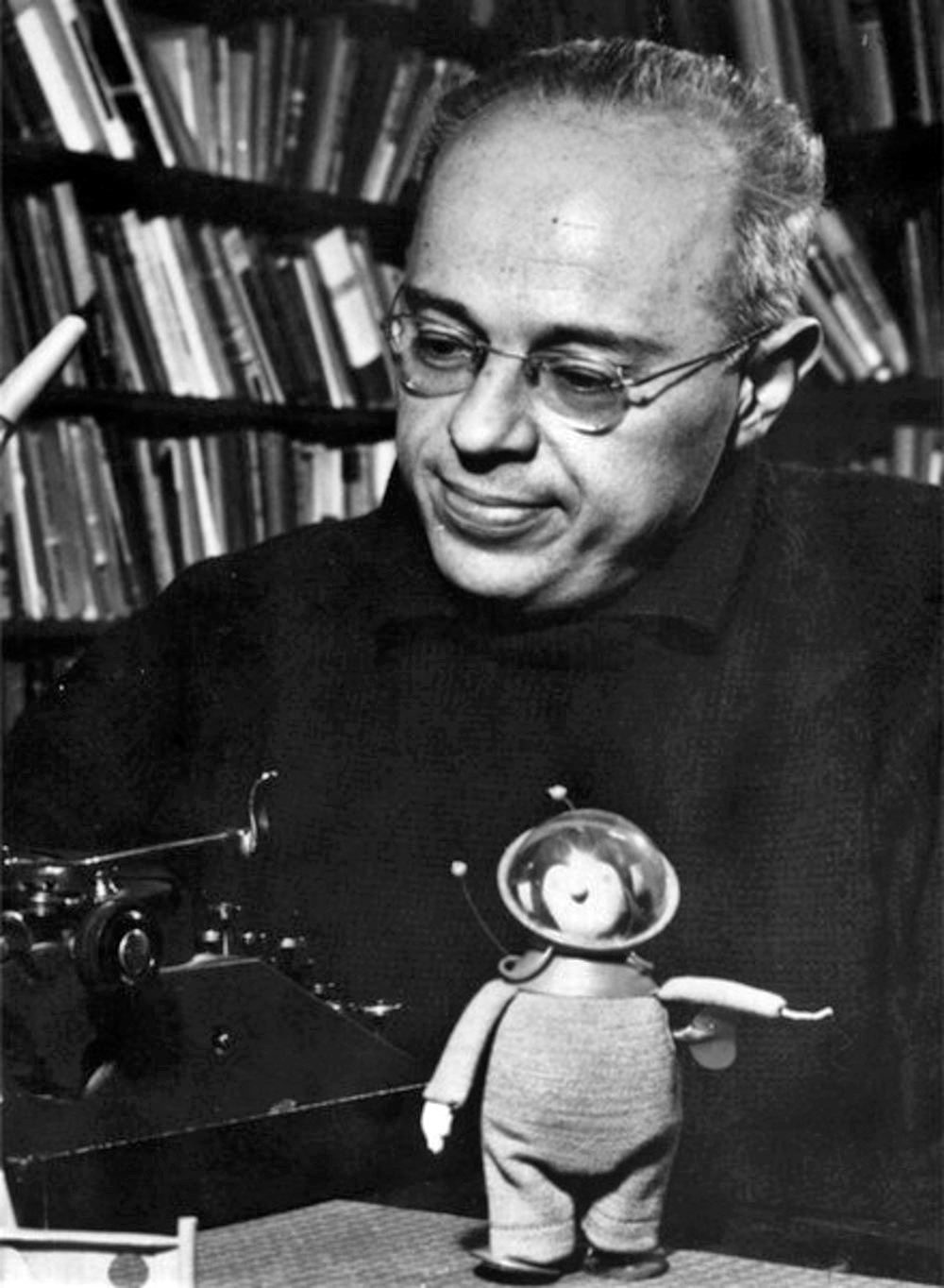
Станіслав Лем

## Квітень
1 квітня — Мазурок Юрій Антонович, російський оперний співак (*1931)
11 квітня — Proof, американський репер, актор, композитор (*1973)
12 квітня — Раджкумар, індійський актор та співак Сандалвуду, культурна ікона каннади (*1929)
19 квітня — Альберт Скотт Кроссфілд, американський військово-морський офіцер і льотчик-випробувач (*1921)
25 квітня — Джейн Джейкобс, американська та канадська журналістка, письменниця, активістка, феміністка (*1916)
28 квітня — Любар Олександр Опанасович, український учений-етнопедагог (*1940)
29 квітня — Джон Кеннет Ґелбрейт, канадсько-американський економіст (*1908)

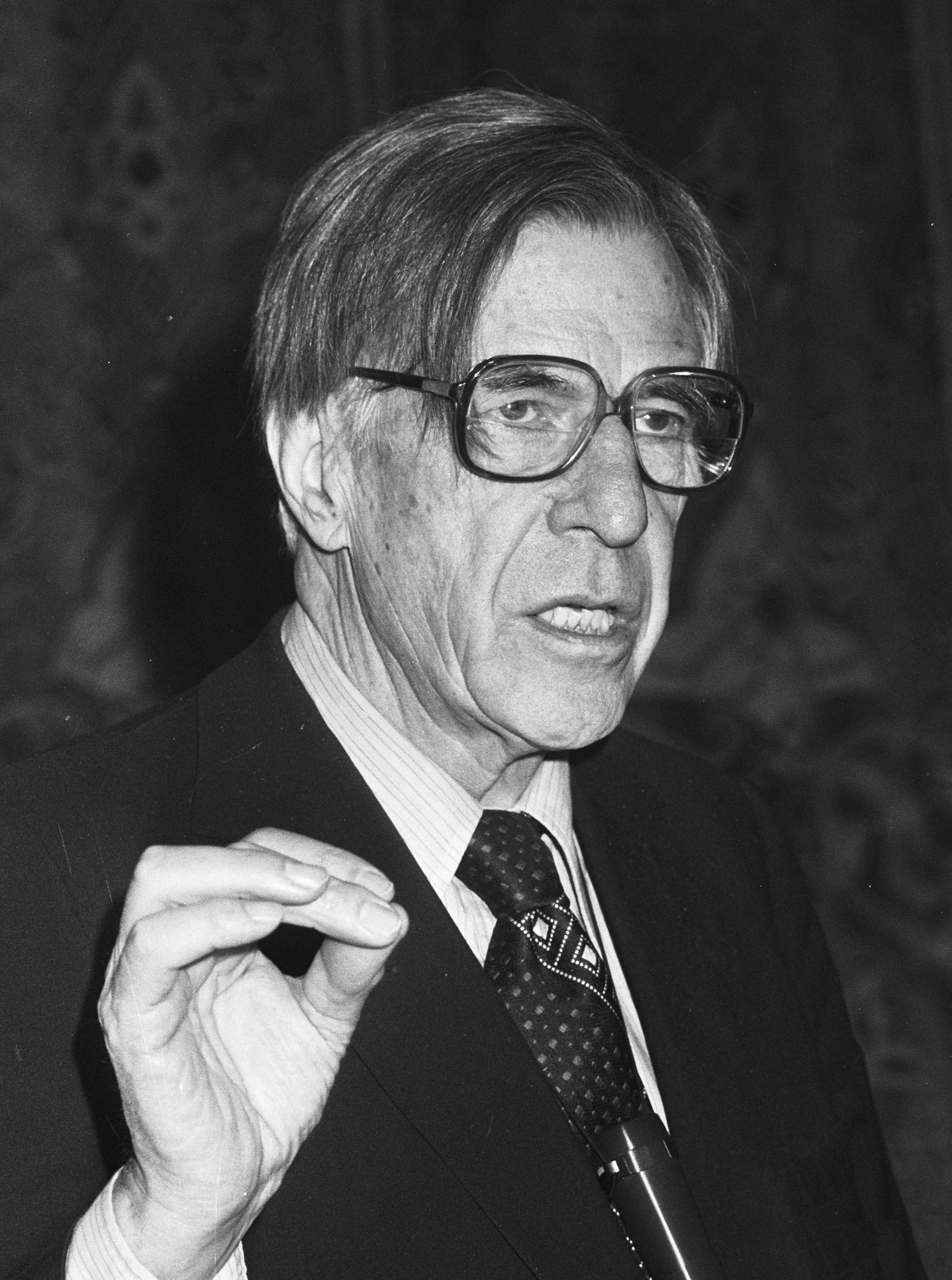
Джон Кеннет Ґелбрейт

## Травень
6 травня — Бєсков Костянтин Іванович, радянський футболіст і футбольний тренер (*1920)
10 травня — Зінов'єв Олександр Олександрович, російський логік, соціальний філософ, письменник-сатирик (*1922)
16 травня — Дунаєвська Лідія Францівна, українська фольклористка, педагог, літературознавець, поетеса (*1948)
26 травня — Казнадій Іван Васильович, український режисер (*1926)
29 травня — Омелян Пріцак, американський науковець українського походження, філолог, сходознавець, історик (*1919)

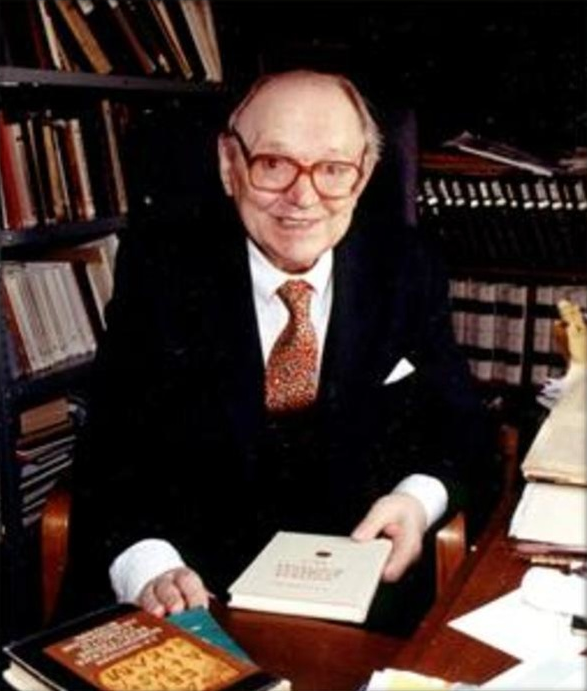
Омелян Пріцак

## Червень
6 червня — Біллі Престон, американський клавішник (*1946)
7 червня — Абу Мусаб аз-Заркаві, міжнародний терорист, йорданець за походженням (*1966)
8 червня — Колесса Микола Філаретович, український композитор, диригент, педагог (*1903)
13 червня — Чарльз Гогі, ірландський політик, Прем'єр-міністр Ірландії (*1925)
23 червня — Аарон Спеллінг, американський телевізійний продюсер і режисер (*1923)

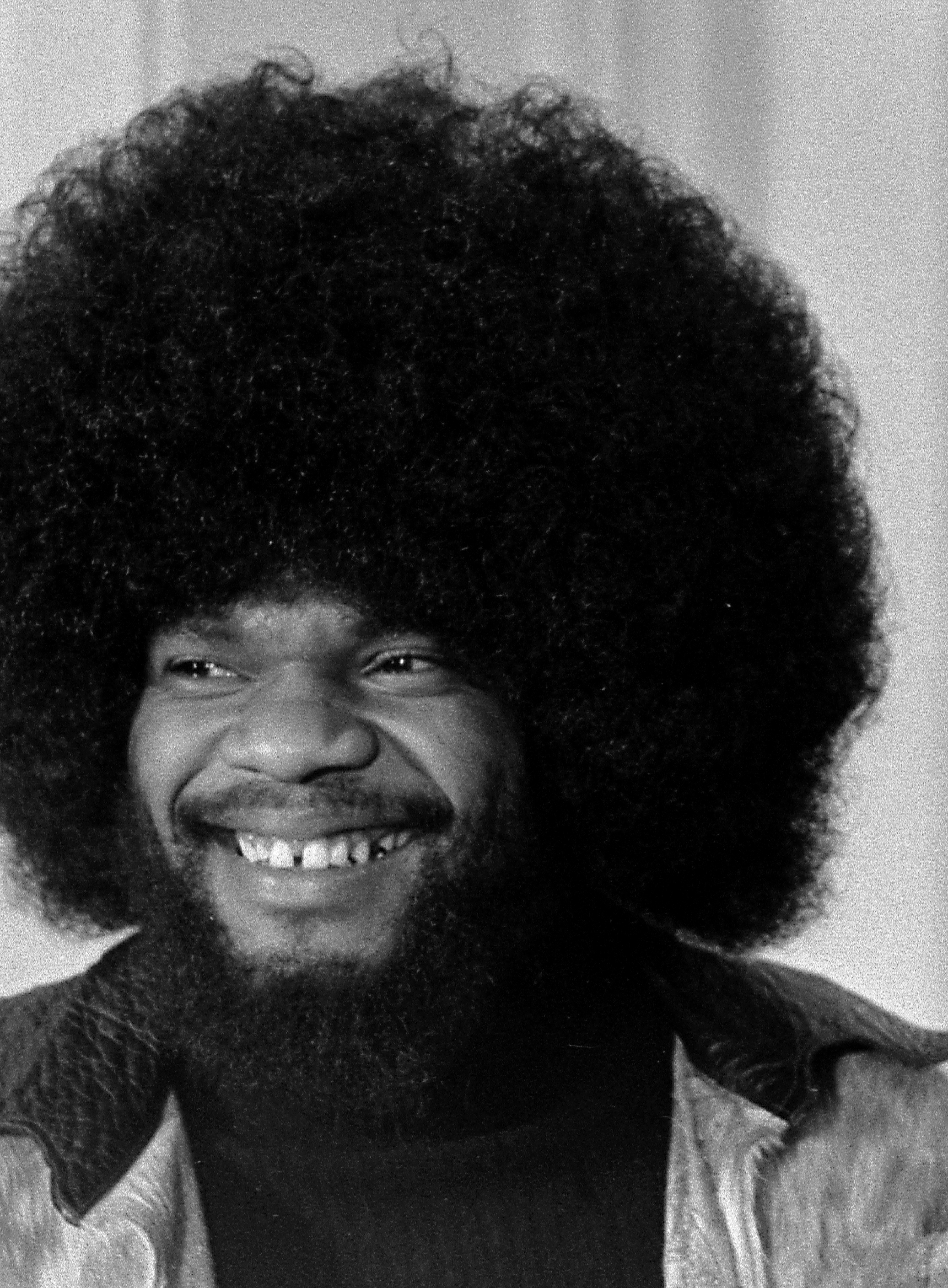
Біллі Престон
Микола Колесса

## Липень

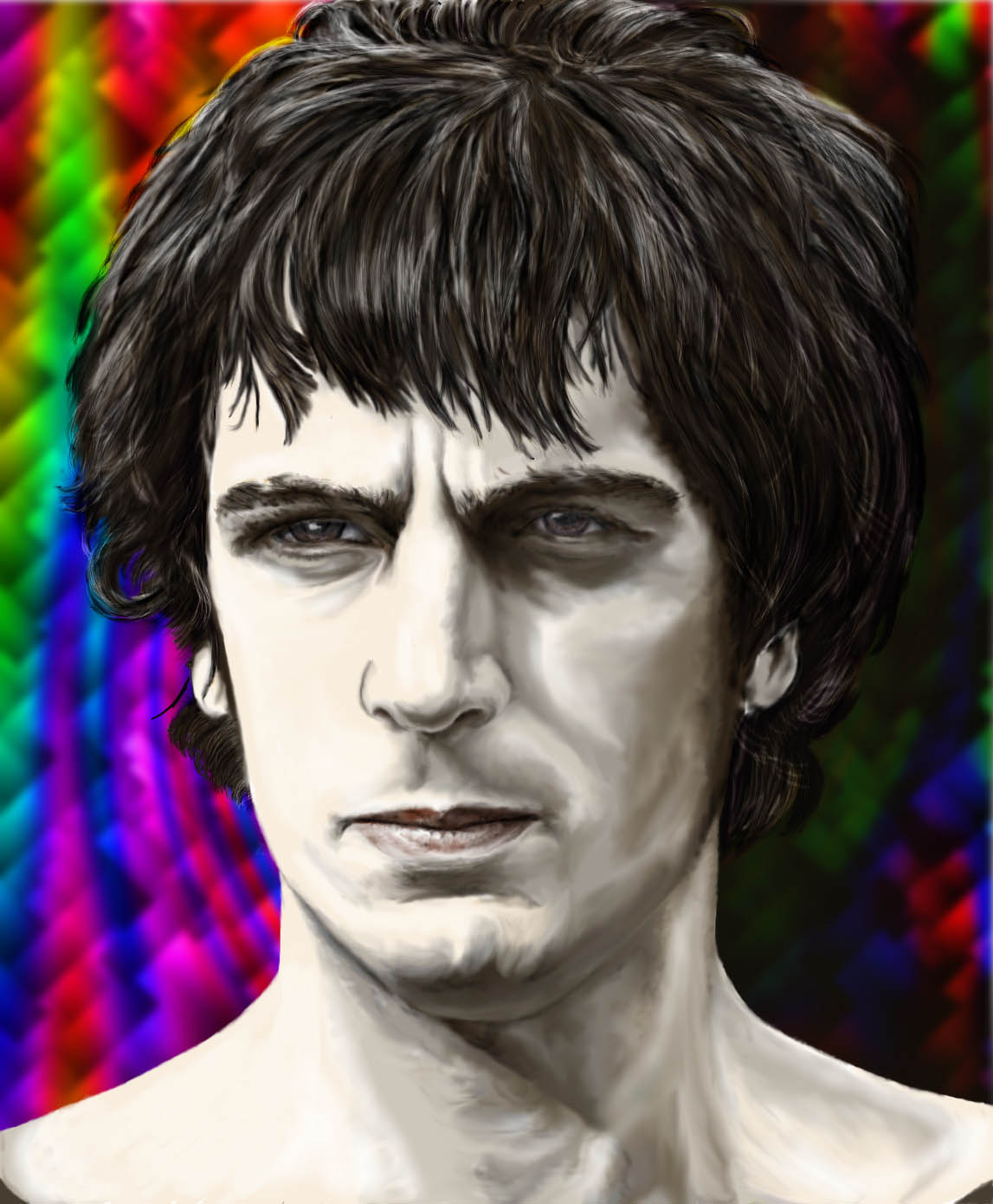
Сід Барретт
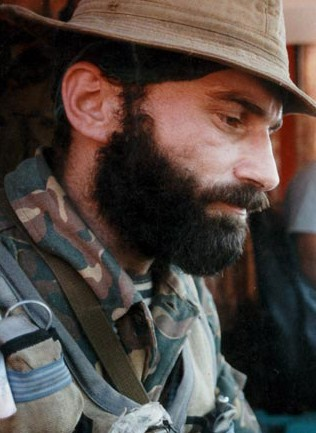
Шаміль Басаєв

1 липня — Доломан Євмен Михайлович, український письменник (*1919)
4 липня — Краско Андрій Іванович, радянський та російський актор театру і кіно, телеведучий (*1957)
7 липня — Сід Барретт, британський співак, гітарист, композитор, поет, художник та актор (*1946)
7 липня — Джон Мані, новозеландський психолог, сексолог і автор (*1921)
10 липня — Шаміль Басаєв, чеченський військовик, провідник чеченського руху за свободу від Росії, один з лідерів Республіки Ічкерія, ісламістський бойовик (*1965)
11 липня — Джон Спенсер, англійський професійний гравець у снукер (*1935)
28 липня — Дахно Володимир Авксентійович, український режисер, художник-мультиплікатор, сценарист (*1932)
30 липня — Мюррей Букчин, американський радикальний соціолог, політичний і соціальний філософ, лібертарний соціаліст, захисник навколишнього середовища, атеїст, оратор і публіцист (*1921)
- Сід Барретт
- Шаміль Басаєв

## Серпень
4 серпня — Жукоцький Володимир Дмитрович, радянський і російський філософ і політолог (*1954)
8 серпня — Світлична Надія Олексіївна, учасниця руху шістдесятників, правозахисниця, публіцистка, мемуаристка, журналістка, дисидентка (*1936)
13 серпня — Йон Нодтвейдт, шведський музикант (*1975)
16 серпня — Альфредо Стресснер, парагвайський генерал і політик, Президент Парагваю (*1912)
23 серпня — Едвард Воррен Майні, американський дослідник паранормальних явищ (*1927)
24 серпня — Павлов Віктор Павлович, радянський і російський актор театру і кіно (*1940)
26 серпня — Кучеревський Євген Мефодійович, український радянський футболіст, український футбольний тренер (*1941)
29 серпня — Наґіб Махфуз, єгипетський письменник-романіст, драматург, сценарист (*1911)
30 серпня — Ґленн Форд, американський кіноактор (*1916)
30 серпня — Ігор Кіо, радянський й російський артист цирку, ілюзіоніст (*1944)

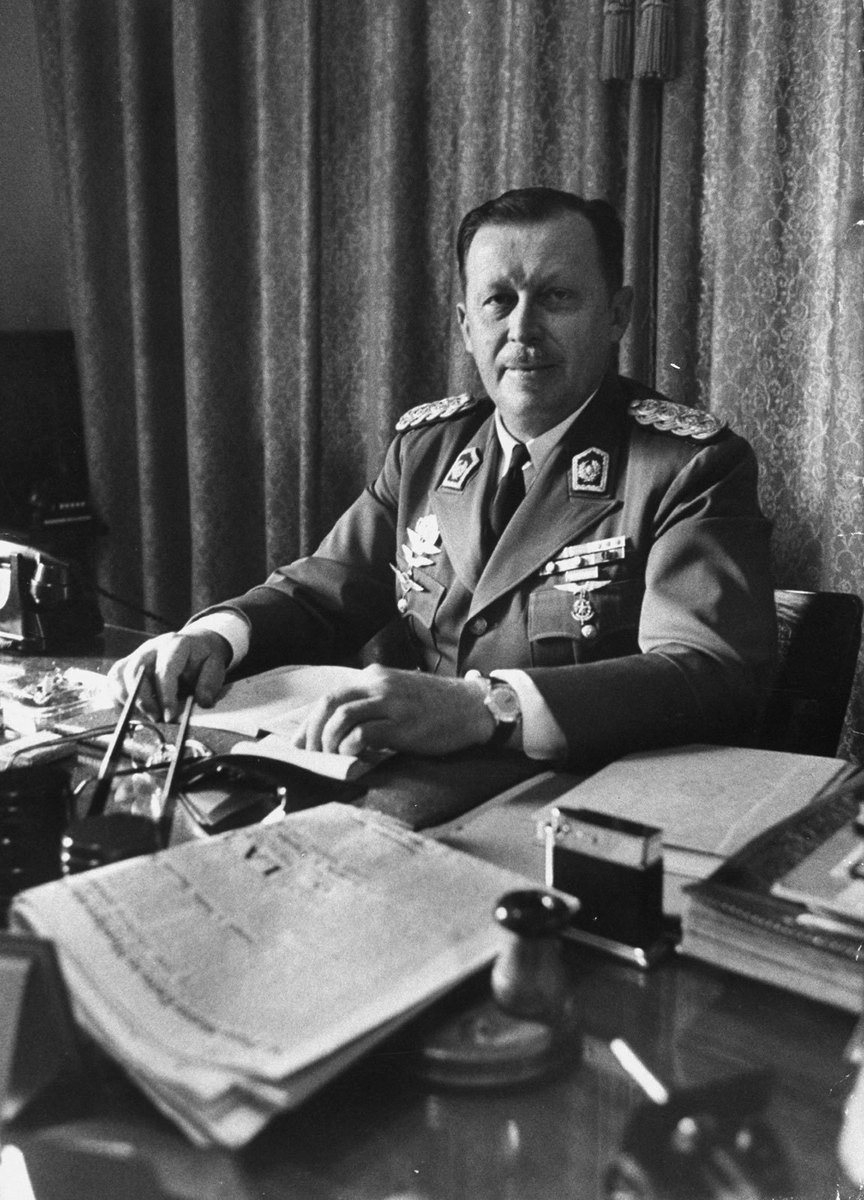
Альфредо Стресснер
Віктор Павлов
Євген Кучеревський

## Вересень
4 вересня — Джачінто Факкетті, італійський футболіст, спортивний функціонер (*1942)
4 вересня — Стівен Роберт Ірвін, австралійський натураліст та тележурналіст (*1962)
8 вересня — Пітер Брок, австралійський автогонщик (*1945)
14 вересня — Міккі Харгітай, угорсько-американський актор, бодібілдер (*1926)
24 вересня — Тецуро Тамба, японський актор (*1922)
25 вересня — Віталій (Устинов), єпископ Російської Православної Церкви закордоном (*1910)
26 вересня — Іва Тогурі, американська радіоведуча японського походження (*1916)
26 вересня — Умурзакова Аміна Єргожаївна, акторка театру і кіно (*1919)

## Жовтень
7 жовтня — Політковська Ганна Степанівна, російська журналістка, військова кореспондентка та документалістка опозиційних поглядів українського походження (*1958)
12 жовтня — Карло Акутіс, блаженний Католицької Церкви (*1991)
16 жовтня — Оробець Юрій Миколайович, український політик, народний депутат України (*1955)
22 жовтня — Лавренюк Венедикт Антонович, український краєзнавець та музеєзнавець, етнограф (*1933)
25 жовтня — Непокупний Анатолій Павлович, український мовознавець, літературознавець, поет, перекладач (*1932)
25 жовтня — Денні Ролінг, американський серійний вбивця (*1954)
28 жовтня — Тревор Бербік, канадський боксер-професіонал ямайського походження (*1955)
28 жовтня — Ред Ауербах, американський професійний баскетбольний тренер і керівник (*1917)

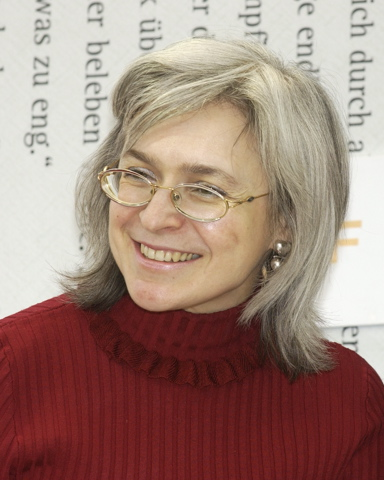
Ганна Політковська

## Листопад

Поль Моріа
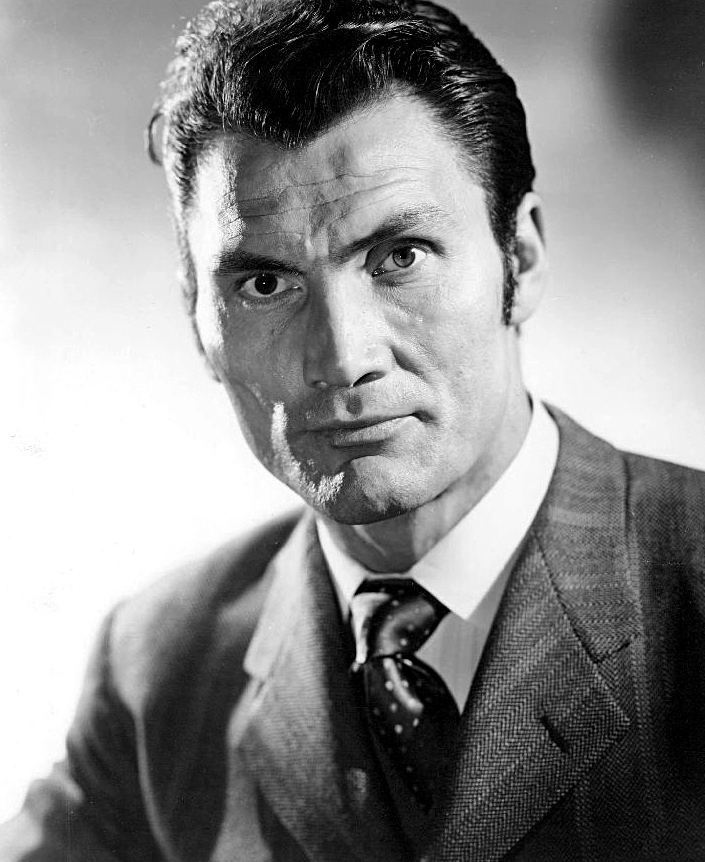
Джек Пеланс
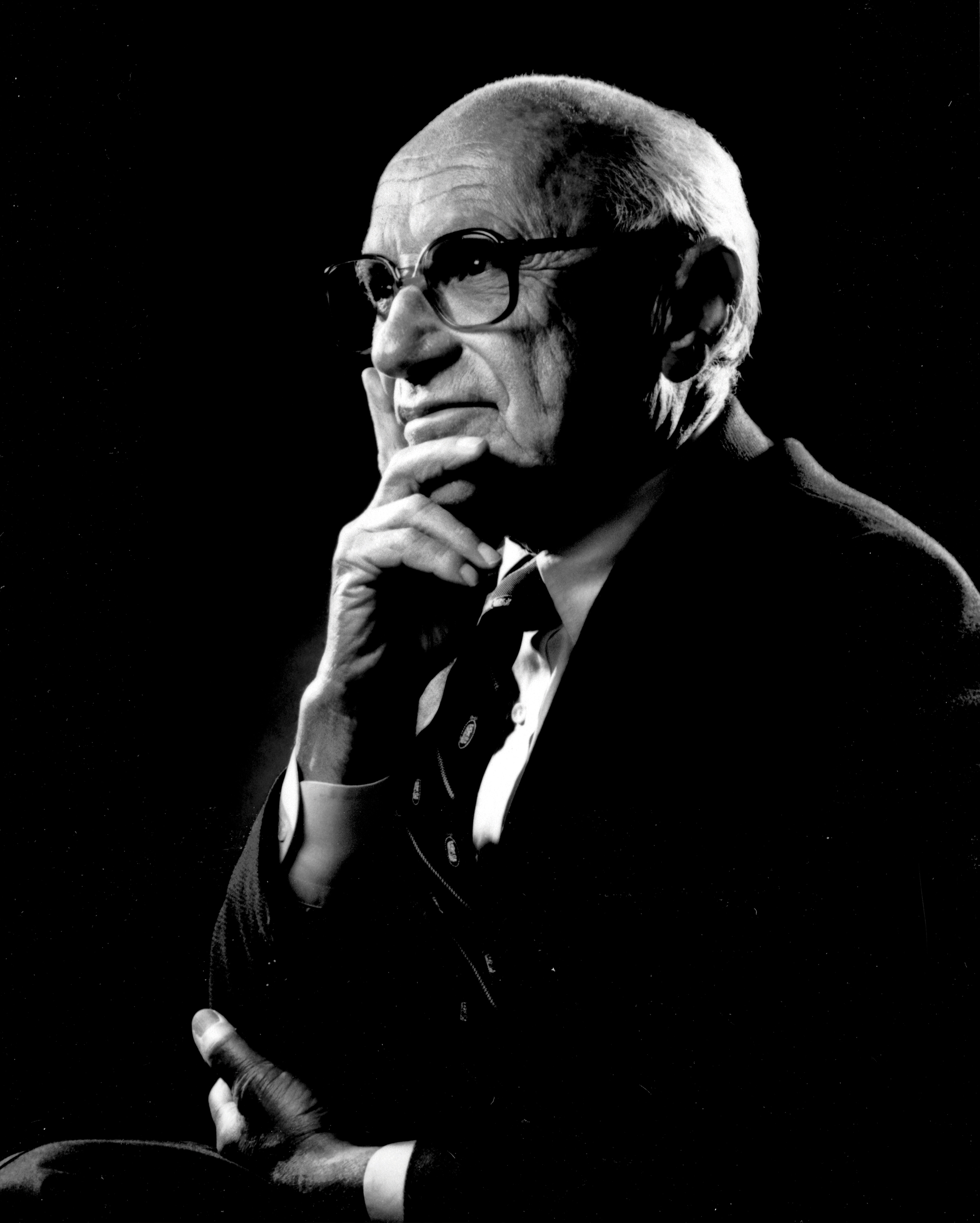
Мілтон Фрідман
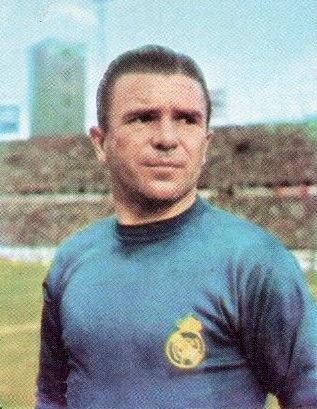
Ференц Пушкаш

3 листопада — Поль Моріа, французький композитор, аранжувальник і диригент (*1925)
3 листопада — Самійленко Іван Матвійович, український державний і громадський діяч, вчений (*1912)
10 листопада — Джек Пеланс, американський кіноактор українського походження (*1919)
11 листопада — Естер Ледерберг, американська вчена, мікробіолог, імунолог (*1922)
16 листопада — Кондратюк Микола Кіндратович, український оперний та концертно-камерний співак, педагог, музично-громадський діяч (*1931)
16 листопада — Левада Юрій Олександрович, радянський та російський соціолог та політолог (*1930)
16 листопада — Мілтон Фрідман, американський економіст (*1912)
17 листопада — Капшученко Петро Савич, український скульптор, графік, декоратор, педагог та громадський діяч (*1915)
17 листопада — Ференц Пушкаш, угорський та іспанський футболіст і тренер (*1927)
22 листопада — Когут Павло, митрофорний протоієрей УГКЦ (*1926)
23 листопада — Литвиненко Олександр Вальтерович, працівник радянських і російських спецслужб, згодом політичний емігрант (*1962)
23 листопада — Філіпп Нуаре, французький актор театру і кіно (*1930)
28 листопада — Поліщук Любов Григорівна, радянська і російська актриса театру і кіно (*1949)
29 листопада — Аллен Карр, британський автор книг про припинення куріння та інших психологічних залежностей (*1934)
29 листопада — Леон Нємчик, польський актор театру та кіно (*1923)
30 листопада — Ширлі Вокер, американська композиторка, диригентка, оркестраторка і музикантка (*1945)
- Поль Моріа
- Джек Пеланс
- Мілтон Фрідман
- Ференц Пушкаш

## Грудень
2 грудня — Марішка Вереш, нідерландська співачка, солістка групи «Shocking Blue» (*1947)
10 грудня — Августо Піночет, чилійський генерал, політик і диктатор (*1915)
12 грудня — Пітер Бойл, американський актор (*1935)
21 грудня — Ніязов Сапармурат Атайович, Президент Туркменістану, диктатор (*1940)
25 грудня — Джеймс Браун, американський співак (*1933)
26 грудня — Джеральд Форд, 38-й Президент США (*1913)
30 грудня — Кайсенов Касим, казахстанський письменник (*1918)
30 грудня — Саддам Хусейн, іракський диктатор, Президент Іраку (*1937)
31 грудня — Сеймур Мартін Ліпсет, американський соціолог і політолог (*1922).

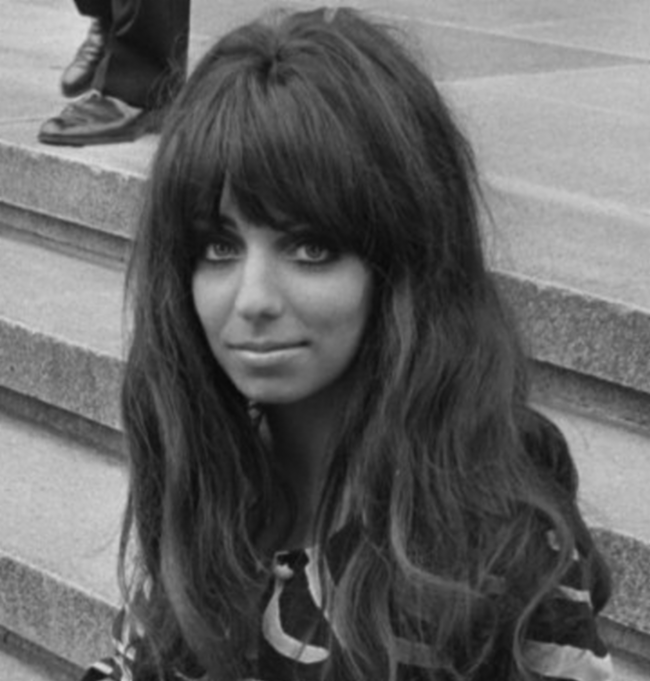
Марішка Вереш
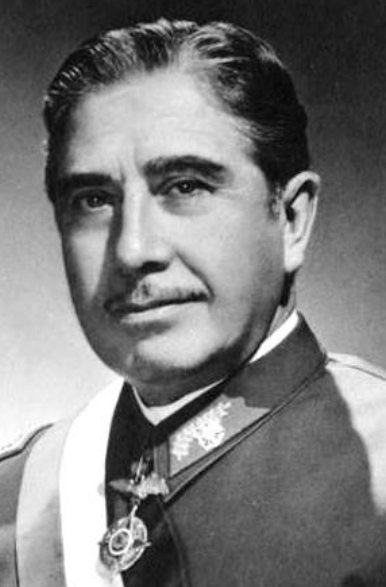
Августо Піночет
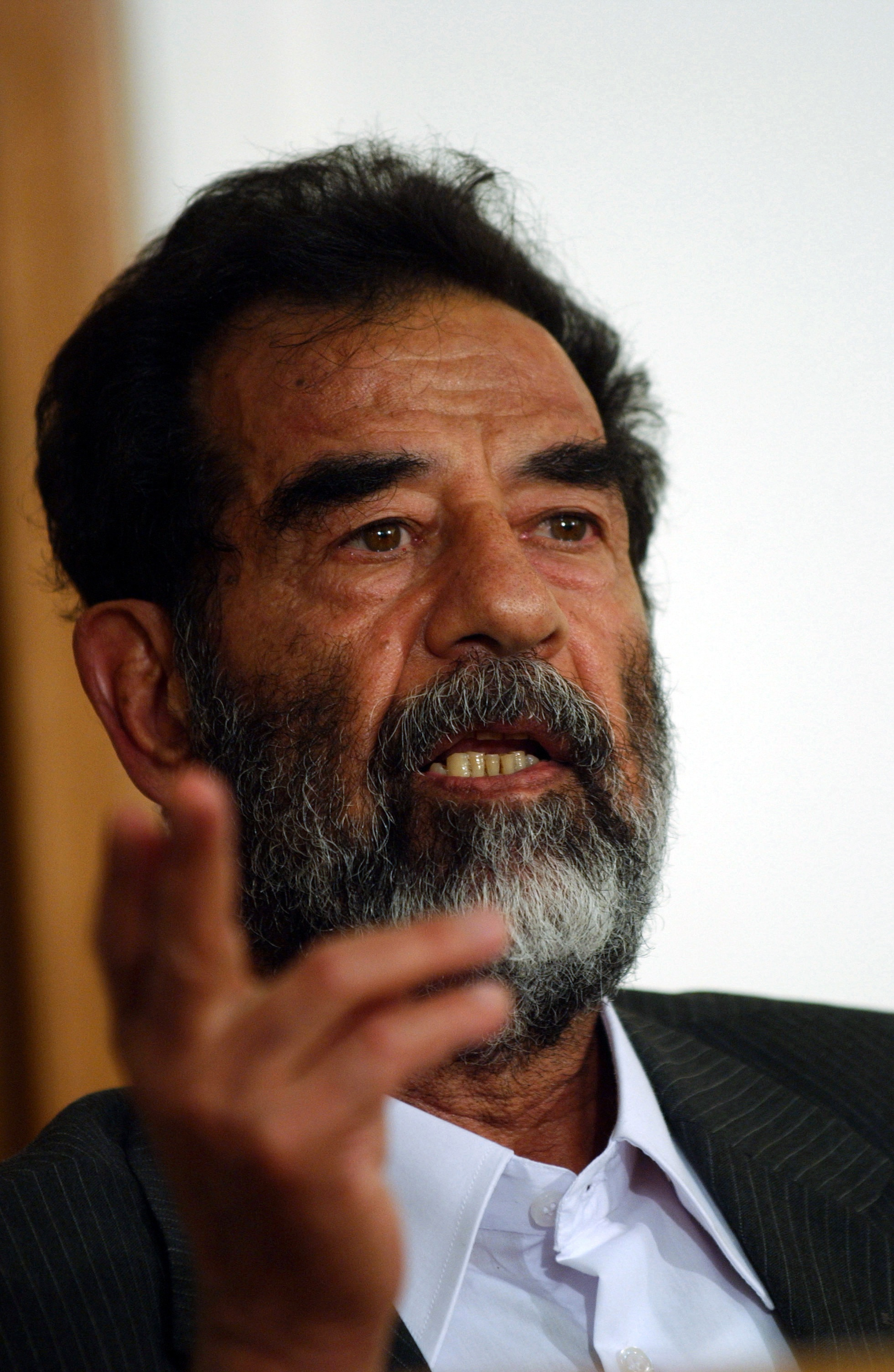
Саддам Хусейн